# Allium tytthanthum
Allium tytthanthum är en amaryllisväxtart som beskrevs av Aleksei Ivanovich Vvedensky. Allium tytthanthum ingår i släktet lökar, och familjen amaryllisväxter. Inga underarter finns listade i Catalogue of Life.